# Acquachiara 2015-2016 (pallanuoto maschile)
Stagione 2015-2016 dell'Associazione Sportiva Acquachiara maschile.

## Rosa
| N° |                   | Ruolo | Giocatore              |
| -- | ----------------- | ----- | ---------------------- |
|    | Italia (bandiera) | P     | Goran Volarević        |
|    | Italia (bandiera) | P     | Andrea Lamoglia        |
|    | Italia (bandiera) | D     | Amaurys Pérez          |
|    | Italia (bandiera) | D     | Simone Rossi           |
|    | Italia (bandiera) | D     | Andrea Scotti Galletta |
|    | Italia (bandiera) | D     | Marco Ferrone          |
|    | Italia (bandiera) | D     | Giuseppe Valentino     |
|    | Italia (bandiera) | D     | Matteo Gitto           |

| N° |                   | Ruolo | Giocatore       |
| -- | ----------------- | ----- | --------------- |
|    | Italia (bandiera) | CV    | Giacomo Lanzoni |
|    | Italia (bandiera) | CV    | Vincenzo Tozzi  |
|    | Italia (bandiera) | CV    | Ciro Caccavale  |
|    | Italia (bandiera) | A     | Stefano Luongo  |
|    | Italia (bandiera) | A     | Michele Luongo  |
|    | Italia (bandiera) | A     | Matteo Aiello   |
|    | Italia (bandiera) | CB    | Luca Marziali   |
|    | Serbia (bandiera) | CB    | Miloš Korolija  |

| Allenatore: | Roberto Brancaccio |

## Mercato
| Acquisti | Acquisti        | Acquisti         | Acquisti |
| R.       | Nome            | da               |          |
| -------- | --------------- | ---------------- | -------- |
| P        | Goran Volarević | Sport Management |          |
| A        | Michele Luongo  | Sport Management |          |
| CB       | Miloš Korolija  | Oradea           |          |

| Cessioni | Cessioni          | Cessioni         | Cessioni |
| R.       | Nome              | a                |          |
| -------- | ----------------- | ---------------- | -------- |
| P        | Francesco Caprani | fine rapporto'   |          |
| A        | Matteo Astarita   | Florentia        |          |
| A        | Antonio Petković  | Sport Management |          |
| CB       | Fran Paškvalin    | Mladost          |          |

## Risultati

### Serie A1

#### Girone di andata
| Arbitri: | Luca Castagnola Raffaele Colombo |

|                                                                 |           |                                                    |
| Lapenna: 2 Colosimo, Di Rocco, Cannella, Leporale, Maddaluno: 1 | Marcatori | 3: S. Luongo 1: M. Luongo, Gitto, Valentino, Pérez |

| Arbitri: | Gianluca Centineo Giuseppe Fusco |

|                                                                   |           |                                         |
| M. Luongo: 3 Valentino: 2 Korolija, Marziali, S. Luongo, Pérez: 1 | Marcatori | 3: De Trane 1: Di Somma, Ravina, Fracas |

| Arbitri: | Stefano Pinato Alberto Rovida |

|                                          |           |                                       |
| Marinić Kragić: 5 Gallo: 2 Cuccovillo: 1 | Marcatori | 3: Lanzoni 1: Gitto, Valentino, Pérez |

| Arbitri: | Stefano Ricciotti Stefano Riccitelli |

|                                              |           |                                           |
| Lanzoni: 2 Marziali, Gitto, Luongo, Pérez: 1 | Marcatori | 3: Jelača 2: Busilacchi 1: Petković, Bini |

| Arbitri: | Daniele Bianco Marco Piano |

|                                                             |           |                                                           |
| Brguljan: 5 Mattiello: 3 Migliaccio, Campopiano, Velotto: 1 | Marcatori | 3: S. Luongo, Valentino 2: Lanzoni, M. Luongo 1: Korolija |

| Arbitri: | Attilio Paoletti Andrea Zedda |

|                                                             |           |                                       |
| Luongo: 3 Lanzoni, Ferrone, Valentino: 2 Scotti Galletta: 1 | Marcatori | 5: Danilović 3: Di Luciano 1: Puglisi |

| Arbitri: | Fabio Brasiliano Marco Ercoli |

|                                                     |           |                                                           |
| Bruni, G. Oneto: 3 Astarita: 2 Dani, Brancatello: 1 | Marcatori | 4: S. Luongo, M. Luongo 3: Marziali 1: Lanzoni, Valentino |

| Arbitri: | Leonardo Ceccarelli Arnaldo Petronilli |

|                                                                          |           |                                                                 |
| Gitto: 3 Marziali, Valentino: 2 Pérez, Korolija, S. Luongo, M. Luongo: 1 | Marcatori | 2: Sadovyy 1: Alesiani, Colombo, Bianco, Mistrangelo, Milaković |

| Arbitri: | Gianluca Centineo Massimo Savarese |

|                                                        |           |                                                                  |
| B. Oneto: 2 Crivella, Innocenzi, Vitola, Calcaterra: 1 | Marcatori | 3: Valentino 2: M. Luongo 1: Scotti Galletta, Lanzoni, S. Luongo |

| Arbitri: | Stefano Riccitelli Stefano Scappini |

|                                                                            |           |                                                    |
| S. Luongo: 5 Pérez, Valentino: 2 Korolija, Lanzoni, Marziali, M. Luongo: 1 | Marcatori | 5: Elez 1: Petronio, Giacomini, Popović, Guimarães |

| Arbitri: | Marco Piano Stefano Pinato |

|                                  |           |                                    |
| Lanzoni, Valentino, M. Luongo: 1 | Marcatori | 2: Molina 1: N. Presciutti, Ubović |

| Arbitri: | Fabio Collantoni Bruno Navarra |

|                                                                              |           |                                           |
| Mandić: 3 Di Fulvio: 2 Figlioli, Giorgetti, Sukno, Bodegas, Ivović, Gitto: 1 | Marcatori | 2: Luongo 1: Korolija, Lanzoni, Valentino |

| Arbitri: | Gianluca Centineo Stefano Ricciotti |

|                                                                    |           |                                  |
| Gitto, Luongo: 3 Valentino:2 Korolija, Lanzoni, Marziali, Tozzi: 1 | Marcatori | 3: Mugnaini 2: Steardo 1: Salemi |

#### Girone di ritorno
| Arbitri: | Leonardo Ceccarelli Giuseppe Fusco |

|                                      |           |                        |
| M. Luongo: 5 S. Luongo: 3 Lanzoni: 1 | Marcatori | 3: Lapenna 1: Colosimo |

| Arbitri: | Attilio Paoletti Federico Zerbini |

|                                      |           |                                                                          |
| De Trane, Ravina, Giordano, Guidi: 1 | Marcatori | 3: S. Luongo 2: Marziali 1: Pérez, Korolija, Gitto, Valentino, M. Luongo |

| Arbitri: | Fabio Brasiliano Stefano Riccitelli |

|                                                          |           |                          |
| Valentino: 2 Rossi, Scotti Galletta, Marziali, Luongo: 1 | Marcatori | 1: Foglio, Gallo, Bušlje |

| Arbitri: | Mario Bianchi Giovanni Lo Dico |

|                                                             |           |                                                  |
| Deserti: 3 Coppoli, Petković, Razzi: 2 Vergano, Di Somma: 1 | Marcatori | 2: Valentino, Luongo 1: Lanzoni, Marziali, Gitto |

| Arbitri: | Stefano Pinato Alberto Rovida |

|                                                                           |           |                                                            |
| Pérez, Scotti Galletta, Lanzoni, Marzialli, Ferrone, Luongo, Valentino: 1 | Marcatori | 4: Brguljan 2: Migliaccio, Campopiano, Baraldi 1: Esposito |

| Arbitri: | Massimiliano Caputi Bruno Navarra |

|                                                           |           |                                                                     |
| Di Luciano Camilleri: 3 Siani, Abela, Casasola: 2 Lisi: 1 | Marcatori | 6: S. Luongo 2: Valentino 1: Korolija, Lanzoni, Marziali, M. Luongo |

| Arbitri: | Luca Castagnola Massimo Savarese |

|                                                              |           |                             |
| Marziali, M. Luongo: 4 Pérez, Lanzoni, S. Luongo: 2 Gitto: 1 | Marcatori | 3: Vasić, Gobbi 1: Astarita |

| Arbitri: | Leonardo Ceccarelli Attilio Paoletti |

|                                                 |           |                                                                     |
| Colombo: 3 Alesiani, Pesenti, Bianco, Piombo: 1 | Marcatori | 1: Rossi, Scotti Galletta, Lanzoni, S. Luongo, Valentino, M. Luongo |

| Arbitri: | Gianluca Centineo Stefano Pinato |

|                                                                    |           |                                             |
| S. Luongo, M. Luongo: 4 Valentino: 3 Lanzoni: 2 Rossi, Marziali: 1 | Marcatori | 2: Pappacena, Mandolini, Del Basso 1: Bezić |

| Arbitri: | Fabio Brasiliano Luca Castagnola |

|                                                        |           |                                                      |
| Guimarães: 4 Popović, Rocchi: 2 Giacomini, Berlanga: 1 | Marcatori | 2: Rossi, Valentino, M. Luongo 1: Lanzoni, S. Luongo |

| Arbitri: | Marco Ercoli Giovanni Lo Dico |

|                                                                     |           |                                        |
| Ranđelović: 4 Molina: 3 Rizzo, Nora, Bertoli, Ubović, Napolitano: 1 | Marcatori | 3: Luongo 1: Scotti Galletta, Marziali |

| Arbitri: | Stefano Scappini Cristina Taccini |

|                                                |           |                                                             |
| S. Luongo: 3 Marziali, Valentino, M. Luongo: 1 | Marcatori | 3: Ivović 2: Figlioli, Sukno, Giacoppo 1: Fondelli, Aicardi |

| Arbitri: | Fabio Collantoni Bruno Navarra |

|                              |           |                                                                                               |
| Percoco: 2 Viacava, Penco: 1 | Marcatori | 4: S. Luongo, M. Luongo 3: Valentino 2: Pérez, Korolija, Marziali 1: Scotti Galletta, Lanzoni |

### LEN Euro Cup

#### Primo turno di qualificazione
Due gruppi da sette e sei squadre ciascuno: si qualificano al secondo turno le prime quattro di ciascun gruppo. L'Acquachiara è inclusa nel Gruppo A, disputato a Budapest.
| Arbitri: | Han Butz Akif Uz |

|                                                                    |           |                                                       |
| S. Luongo, Marziali: 4 Valentino: 3 Tozzi: 2 Lanzoni, M. Luongo: 1 | Marcatori | 2: Saveljić 1: Kriještorac, Kosić, Latković, Radonjić |

| Arbitri: | Peter Balzan Akif Uz |

|                                                                    |           |                                   |
| Kunac, Varga: 2 Chilkó, Kiss, Manhercz, Sánta, Sedlmayer, Seman: 1 | Marcatori | 3: Lanzoni 1: Korolija, Valentino |

| Arbitri: | Mihajlo Ćirić Joan Carles Colominas |

|                                                 |           |                                                  |
| S. Luongo: 4 Korolija, Marziali: 2 M. Luongo: 1 | Marcatori | 2: Ćuk, Marnitz, Roach 1: Avramović, Swift, Tóth |

| Arbitri: | Mihajlo Ćirić Joan Carles Colominas |

|                                                       |           |                                               |
| Valentino: 4 S. Luongo: 3 Gitto, Lanzoni, Marziali: 1 | Marcatori | 3: Bratić 2: Babič, Blary 1: van Peperstraete |

| Arbitri: | Han Butz Akif Uz |

|                                       |           |                                                                               |
| Milardović: 3 M. Divković, Vranješ: 1 | Marcatori | 2: Ferrone, M. Luongo, Valentino 1: Gitto, Korolija, Lanzoni, Marziali, Pérez |

| Arbitri: | Mihajlo Ćirić Akif Uz |

|                                                                           |           |                                                 |
| Korolija: 5 M. Luongo: 3 S. Luongo, Valentino: 2 Ferrone, Gitto, Rossi: 1 | Marcatori | 2: Nossek, van der Bosch 1: Finkes, Hadar, Syka |

#### Secondo turno di qualificazione
Due gruppi da quattro squadre ciascuno: si qualificano ai quarti di finale le prime due di ciascun gruppo. L'Acquachiara è inclusa nel Gruppo C, disputato a Napoli.
| Arbitri: | Boris Obradović Mehmet Sungu |

|                                                      |           |                                                             |
| M. Luongo, S. Luongo, Valentino: 2 Lanzoni, Gitto: 1 | Marcatori | 3: Nikolaenko, Merkulov 2: Kuz'menko 1: Taraskov, Djubčenko |

| Arbitri: | Sergio Galindo Boris Obradović |

|                                         |           |                                                      |
| Dőry, Tóth: 2 Avramović, Jansik, Ćuk: 1 | Marcatori | 2: S. Luongo 1: M. Luongo, Lanzoni, Gitto, Valentino |

| Arbitri: | Sergio Galindo Mehmet Sungu |

|                                                                  |           |                                                         |
| Gitto: 2 Luongo, Korolija, Lanzoni, Ferrone, Valentino, Pérez: 1 | Marcatori | 6: Nagaev 2: Ryžov-Aleničev, Latypov 1: Marelja, Yankov |

## Statistiche

### Statistiche di squadra
- Statistiche aggiornate al 21 maggio 2016.

| Competizione | Punti | In casa | In casa | In casa | In casa | In casa | In casa | In trasferta | In trasferta | In trasferta | In trasferta | In trasferta | In trasferta | Neutro | Neutro | Neutro | Neutro | Neutro | Neutro | Totale | Totale | Totale | Totale | Totale | Totale | DR  |
| Competizione | Punti | G       | V       | N       | P       | Gf      | Gs      | G            | V            | N            | P            | Gf           | Gs           | G      | V      | N      | P      | Gf     | Gs     | G      | V      | N      | P      | Gf     | Gs     | DR  |
| ------------ | ----- | ------- | ------- | ------- | ------- | ------- | ------- | ------------ | ------------ | ------------ | ------------ | ------------ | ------------ | ------ | ------ | ------ | ------ | ------ | ------ | ------ | ------ | ------ | ------ | ------ | ------ | --- |
| Serie A1     | 38    | 13      | 9       | 0       | 4       | 122     | 91      | 13           | 4            | 2            | 7            | 117          | 114          | 0      | 0      | 0      | 0      | 0      | 0      | 26     | 13     | 2      | 11     | 239    | 205    | +34 |
| Euro Cup     | -     | 3       | 0       | 0       | 3       | 22      | 29      | 6            | 4            | 1            | 1            | 65           | 45           | 0      | 0      | 0      | 0      | 0      | 0      | 9      | 4      | 1      | 4      | 87     | 74     | +13 |
| Totale       | -     | 16      | 9       | 0       | 7       | 144     | 113     | 19           | 8            | 3            | 8            | 182          | 159          | 0      | 0      | 0      | 0      | 0      | 0      | 35     | 17     | 3      | 15     | 326    | 279    | +47 |

### Classifica marcatori
| Tot. | Giocatore              | A1 | EC |
| ---- | ---------------------- | -- | -- |
| 73   | Stefano Luongo         | 56 | 17 |
| 54   | Giuseppe Valentino     | 39 | 15 |
| 54   | Michele Luongo         | 43 | 11 |
| 35   | Giacomo Lanzoni        | 26 | 9  |
| 32   | Luca Marziali          | 24 | 8  |
| 20   | Miloš Korolija         | 10 | 10 |
| 19   | Matteo Gitto           | 12 | 7  |
| 15   | Amaurys Pérez          | 13 | 2  |
| 7    | Marco Ferrone          | 3  | 4  |
| 7    | Andrea Scotti Galletta | 7  | 0  |
| 6    | Simone Rossi           | 5  | 1  |
| 3    | Vincenzo Tozzi         | 1  | 2  |